# Visual Effects Society
De Visual Effects Society (VES) is een organisatie in de entertainmentindustrie die beoefenaars van Visual effects vertegenwoordigt, waaronder artiesten, animators, technologen, modelmakers, opvoeders, studioleiders, supervisors, PR-/marketingspecialisten en producenten in film, televisie, commercials, videoclips en computerspellen. Het heeft ongeveer 4.000 leden in 42 landen. Sinds 2002 heeft het de Visual Effects Society Awards geproduceerd, die het beste werk van het voorgaande jaar in verschillende categorieën eren. In Nederland is in 2015 de Nederlandse Vereniging van Visual Effects Professionals (NVX) opgericht, de tegenhanger van deze Amerikaanse organisatie met een vergelijkbare doelstelling.

## Geschiedenis
VES werd opgericht in 1997. Het bracht verschillende groepen professionals samen die werkzaam zijn op het gebied van informatietechnologie voor de filmindustrie. De VES technologie comité organiseerde een bijeenkomst om het gebruik van het onlangs uitgebrachte Linux-besturingssysteem te bespreken. Deze bijeenkomst werd niet alleen bijgewoond door mensen die direct betrokken zijn bij de productie van speciale effecten, maar ook door vertegenwoordigers van filmstudio's en technologieontwikkelaars. Een soortgelijke bijeenkomst voor het komende jaar omvatte de uitwisseling van andere kennis tussen de deelnemers.
In 2005 was het lidmaatschap van de gemeenschap ongeveer 1.100 leden. Tegelijkertijd was de activiteit van de raad van bestuur van de organisatie gericht op het verder uitbreiden van de geografie van de leden van het bedrijf en het vergroten van hun aantal. De Raad van Bestuur hoopte eind 2005 het aantal van 1500 leden te bereiken en binnen vijf jaar het aantal van 3000. Om zijn doel te bereiken, was het de bedoeling om regionale divisies te creëren, zowel in de Verenigde Staten als daar buiten.

## Concept
VES brengt professionals samen die te maken hebben met visuele effecten. Het doel van het creëren van een dergelijke samenleving was de wens om interactie tussen dergelijke specialisten tot stand te brengen. Het is bijvoorbeeld gemakkelijker geworden voor VES-leden van verschillende Hollywood-gilden en -verenigingen om professionele kijkers te vinden voor het bekijken van films die door deze leden zijn gemaakt.
Onder het beschermheerschap van VES worden een aantal gespecialiseerde evenementen gehouden, waarvan de VES Awards-ceremonie en het festival de bekendste zijn. Het festival bestaat uit een reeks paneldiscussies en vertoningen van de meest interessante (vanuit het oogpunt van specialisten) hedendaagse en historische films. Daarnaast worden in het kader van het festival diverse seminars, gedetailleerde presentaties over het proces van het creëren van visuele effecten gehouden. Geografisch gezien wordt het festival gehouden in Los Angeles en Frankfurt am Main.

## VES Awards
Het doel van de ceremonie was om een platform te creëren om uitstekend werk van het afgelopen jaar te vieren. Deelname aan de ceremonie is vrijwillig. Vrijwilligers bekijken al het materiaal dat wordt getoond tijdens de controlevertoningen, stemmen op nominaties en reiken prijzen uit voor hun favoriete werken.
De eerste prijsuitreiking vond plaats op 19 februari 2003 in Los Angeles. De ceremonie werd bijgewoond door meer dan 350 professionals op het gebied van visuele effecten en postproductie. Er werden prijzen uitgereikt in meer dan 20 categorieën voor televisie, commercials, videoclips en speelfilms. De meest bekroonde films waren The Lord of the Rings: The Two Towers, die 8 prijzen won in de speelfilmcategorieën en de miniserie Dinotopia, die 4 prijzen won in de televisiecategorieën. Autodesk was de hoofdsponsor van het evenement.